# Pinther Ridge
Pinther Ridge är en bergstopp i Antarktis. Den ligger i Västantarktis. Argentina, Chile och Storbritannien gör anspråk på området. Toppen på Pinther Ridge är 2 272 meter över havet.
Terrängen runt Pinther Ridge är platt åt nordväst, men åt sydost är den kuperad. Pinther Ridge är den högsta punkten i trakten. Trakten är obefolkad. Det finns inga samhällen i närheten.